# Command de Kansas City
Stade
Le Command de Kansas City en anglais : Kansas City Command (anciennement le Brigade de Kansas City) était une franchise américaine de football américain en salle évoluant en Arena Football League. Basés à Kansas City (Missouri), les KS Brigade jouaitent au Sprint Center, enceinte de 17 297 places inaugurée en 2007.

## Saison par saison
| Saison | Vic. | Déf. | Nuls | Class.            | En playoffs         |
| 2006   | 3    | 13   | 0    | 5e NC Southern    | --                  |
| 2007   | 10   | 7    | 0    | 2e AC Central     | Défaite au 1er tour |
| Totals | 13   | 20   | 0    | (inclus playoffs) | (inclus playoffs)   |